# Chlumetia lichenosa
Chlumetia lichenosa är en fjärilsart som beskrevs av George Francis Hampson 1902. Chlumetia lichenosa ingår i släktet Chlumetia och familjen nattflyn. Inga underarter finns listade i Catalogue of Life.